# داوتپهتال
داوتپهتال (به آلمانی: Dautphetal) یک شهر در آلمان است که در ماربورگ-بیدنکپف واقع شده‌است. داوتپهتال ۱۲٬۰۰۸ نفر جمعیت دارد.